# یواس‌اس هارتفورد (اس‌اس‌ان-۷۶۸)
یواس‌اس هارتفورد (اس‌اس‌ان-۷۶۸) (به انگلیسی: USS Hartford (SSN-768)) یک زیردریایی است که طول آن ۱۱۰٫۳ متر (۳۶۱ فوت ۱۱ اینچ) می‌باشد. این زیردریایی در سال ۱۹۹۳ ساخته شد.